# Nelsinho Rosa
Nelsinho Rosa (Río de Janeiro, Brasil; 8 de diciembre de 1937-Río de Janeiro, 16 de mayo de 2023) fue un futbolista y entrenador de fútbol brasileño que jugó en la posición de centrocampista.

## Carrera

### Jugador
| Periodo   | Club         |
| --------- | ------------ |
| 1957-1962 | Madureira EC |
| 1962-1968 | CR Flamengo  |

### Entrenador
| Periodo   | Club                   |
| --------- | ---------------------- |
| 1977      | Desportiva Ferroviária |
| 1980–1981 | Fluminense FC          |
| 1982–1984 | Al Ain FC              |
| 1985–1986 | Fluminense FC          |
| 1989      | CR Vasco da Gama       |
| 1992      | CR Vasco da Gama       |
| 1992      | Arabia Saudita         |
| 1993      | Fluminense FC          |
| 1995      | CR Vasco da Gama       |
| 2002      | Madureira EC           |

## Logros

### Jugador
- Campeonato Carioca: 1963, 1965

### Entrenador
- Campeonato Brasileño de Serie A: 1989
- UAE Pro League: 1983-84
- Campeonato Carioca: 1980, 1985
- Campeonato Capixaba: 1977